# Перепис населення США (2010)
Перепис населення США 2010 року був двадцять третім за рахунком переписом населення, що проводився на території США. Він стартував 1 квітня 2010 року. Основна риса цього перепису — це абсолютно нові пріоритети, пов'язані з максимальною точністю та які були здійснені за допомогою 63500 інтерв'юерів. За результатами перепису населення США склало 308 745 538 осіб. Це на 9,7 % більше порівняно з переписом 2000 року. Штат із найвищим відсотком зростання населення — Невада, а штат із найвищим приростом населення — Техас. Мічиган — єдиний штат, в якому чисельність населення падає, а в окрузі Колумбія, навпаки, була виявлена перша з 1950 року позитивна динаміка зростання населення. 

## Преамбула
Згідно з Конституцією Сполучених Штатів, переписи населення в США проводяться кожні 10 років, починаючи з 1790 року. Попередній перепис проводився 2000 року. Участь у переписі населення є обов'язковою у повній відповідності з 13-м розділом Кодексу США. 
25 січня 2010 року Директор Бюро перепису населення США Роберт Гровс особисто почав перепис 2010 року, першим учасником якої став ветеран Другої світової війни Кліфтон Джексон. Переписні листи стали доставлятися з 15 березня 2010 року, їх кількість склала порядку 134 мільйонів. У грудні 2010 року президенту Бараку Обамі була надана інформація про хід перепису, а в березні 2011 — про її завершення. 

## Ключові зміни

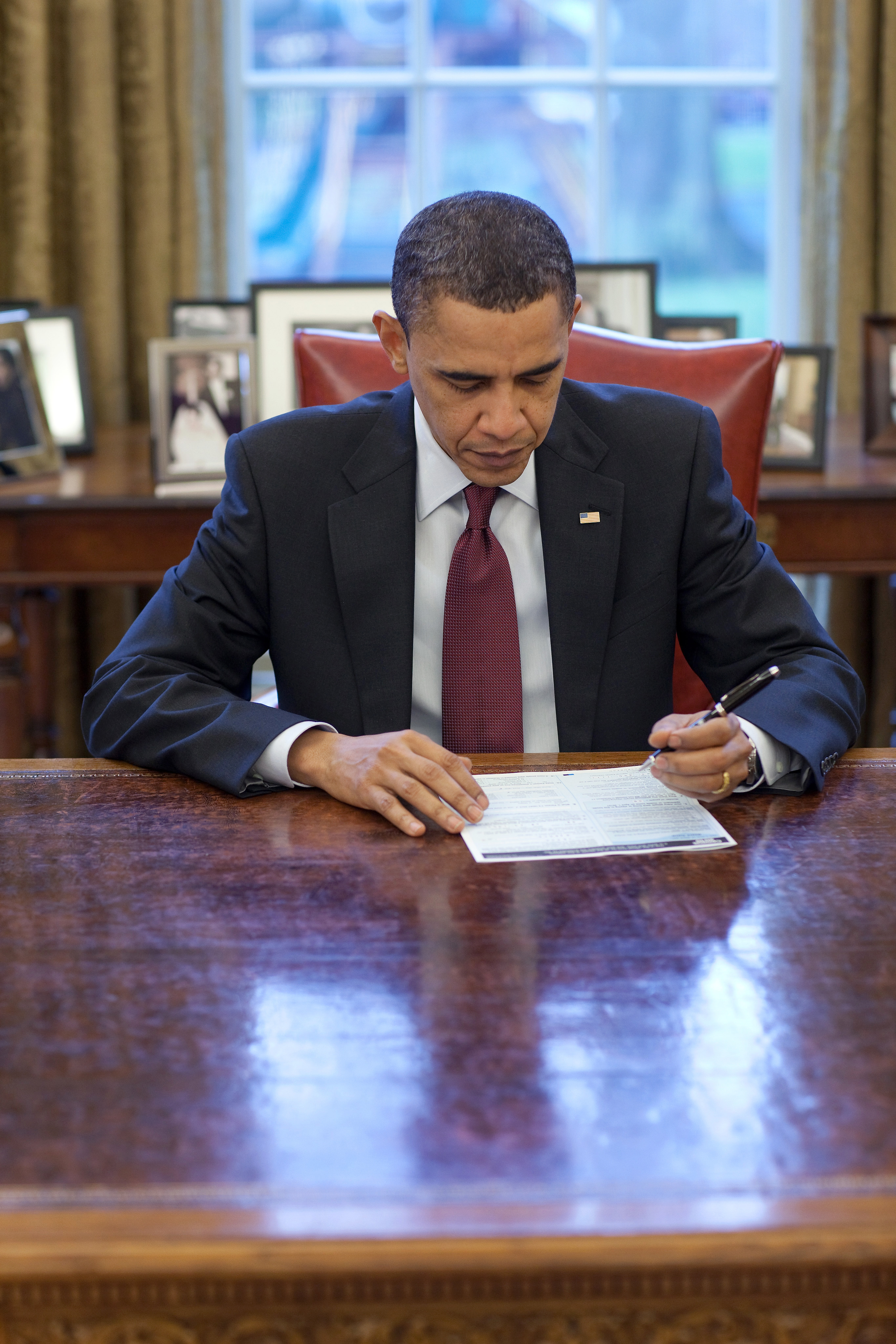
Президент Обама завершує заповнення свого переписного листа 29 березня 2010 року

Бюро перепису відмовилося від довгої форми питального листа, яка використовувалася 2000 року. У ряді попередніх переписів, одна з шести сімей отримувала подібну довгу форму, яка вимагала надати докладну соціальну та економічну інформацію про себе. У переписі 2010 року використовувалася лише коротка форма, яка складається з десяти основних питань, що включають ім'я, стать, вік, дату народження, національність, раса, наявність нерухомості. На відміну від перепису 2000 року, ця форма не була доступна в Інтернеті. 
Детальна соціологічна та економічна інформація, зібрана під час останніх переписів, як і раніше буде збиратися, але не раз на 10 років, а раз на рік або на 3 роки, в залежності від чисельності населення.

## Вартість
Прогнозована вартість перепису за оцінками Рахункової Комісії США від 2004 року становила 11 мільярдів доларів. Детальна доповідь у Конгресі закликала Бюро перепису задуматися про її проведення та проєктування з метою зменшення її вартості. 
У серпні 2010 року Міністр торгівлі США Гері Лок заявив, що експлуатаційні витрати перепису прийшли у відповідність з бюджетом: 
- 650 млн $ повернулися до бюджету, оскільки 72 % домашніх господарств відправили запитальники поштою;
- 150 млн $ були збережені завдяки нижчим витратам;
- 800 млн $ надзвичайного фонду виявилися не потрібні.